# Cantón de Nay-Este
El cantón de Nay-Este era una división administrativa francesa, situada en el departamento de los Pirineos Atlánticos y la región Aquitania.

## Composición
El cantón incluía catorce comunas y una parte de la ciudad de Nay:
- Angaïs
- Baudreix
- Bénéjacq
- Beuste
- Boeil-Bezing
- Bordères
- Bordes
- Coarraze
- Igon
- Lagos
- Lestelle-Bétharram
- Mirepeix
- Montaut
- Nay (este)
- Saint-Vincent.

## Supresión del cantón de Nay-Este
En aplicación del Decreto n.º 2014-248 de 25 de febrero de 2014, el cantón de Nay-Este fue suprimido el 22 de marzo de 2015 y sus quince comunas pasaron a formar parte, catorce del nuevo cantón de Valles del Ousse y de Lagoin y una del cantón de Ouzom, Gave y Orillas del Neez.